# 3694 Шарон
3694 Шарон (3694 Sharon) — астероїд головного поясу, відкритий 27 вересня 1984 року.
Тіссеранів параметр щодо Юпітера — 3,018.